# 루이스 킨테로
루이스 킨테로(스페인어: Luis Eduardo Quintero Hernández, 2004년 10월 12일~)은 콜롬비아의 축구 선수로, 비야레알 C와 콜롬비아 연령별 대표팀에서 윙어로 활동하고 있다.